# Pluton łącznikowy nr 11

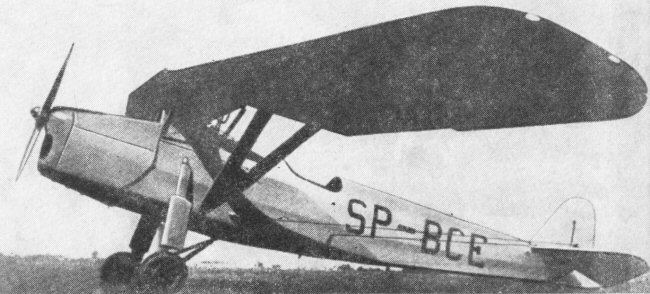
RWD-8 – samolot łącznikowy

Pluton łącznikowy Nr 11 – pododdział lotnictwa łącznikowego Wojska Polskiego w II Rzeczypospolitej.
Pluton nie występował w organizacji pokojowej wojska. Był jednostką formowaną na podstawie planu mobilizacyjnego „W”, w I rzucie mobilizacji powszechnej. Jednostką mobilizującą był 6 Pułk Lotniczy we Lwowie.
Formowanie jednostki plutonu rozczęto 31 sierpnia 1939 roku, pierwszego dnia mobilizacji powszechnej, na lotnisku Skniłów.
Pododdział miał być zorganizowany według „etatu” L.3085/mob.org. – organizacja wojenna plutonu łącznikowego o stanie 14 żołnierzy, w tym 1 oficera, 6 podoficerów i 7 szeregowców.
Na wyposażeniu plutonu znajdowało się pięć samolotów RWD-8 i jeden R-XIII. Dowódcą plutonu był podporucznik rezerwy pilot Zygmunt Cesarczyk.
Zgodnie z przyjętym Ordre de Bataille lotnictwa i OPL pluton miał wejść w skład Armii „Modlin”, lecz do końca działań nie przybył na jej teren operacyjny.